# Shanghai Science and Technology Museum
Das Shanghai Science and Technology Museum (chinesisch: 上海科技馆, deutsch: Wissenschafts- und Technikmuseum Shanghai) ist ein Museum im Stadtbezirk Pudong der chinesischen Metropole Shanghai. Das am Century Park gelegene Wissenschafts- und Technikmuseum ist eines der beliebtesten Museen Chinas und zählt zu den meistbesuchten der Welt. Unter dem Motto „Natur, Mensch und Technik“ (自然·人·科技, Zìrán, Rén, Kējì) will es das Interesse und die Bildung in Naturwissenschaft & Technik fördern.

## Geschichte
Das Shanghai Science and Technology Museum wurde für die Westseite des Century Square, der 1995 errichtet wurde, geplant. Entworfen wurde es von dem damaligen Architekturbüro RTKL aus Los Angeles. Die Konferenzräume des Museums wurden rechtzeitig zum 13. APEC Leaders’ Meeting, dem Gipfeltreffen der Asiatisch-Pazifischen Wirtschaftsgemeinschaft, am 20.–21. Oktober 2001, fertiggestellt, um den chinesischen Generalsekretär der KPCh Jiang Zemin, den Russischen Präsidenten Vladimir Putin und den Präsidenten der USA George W. Bush zu empfangen.
Der erste Bauabschnitt des SSTM wurde am 18. Dezember 2001 fertiggestellt und öffnete für die Öffentlichkeit.
Der zweite Teil öffnete im Mai 2005.
Für die Weltausstellung Expo 2010 wurden im Zeitraum von Januar bis Mai 2010 der Kinderbereich und die Ausstellung Light of Wisdom renoviert und das Museum wurde in die 5A-Attraktionen Chinas, die wichtigsten Touristenattraktionen nach dem Ministerium für Kultur und Tourismus, aufgenommen.

## Architektur

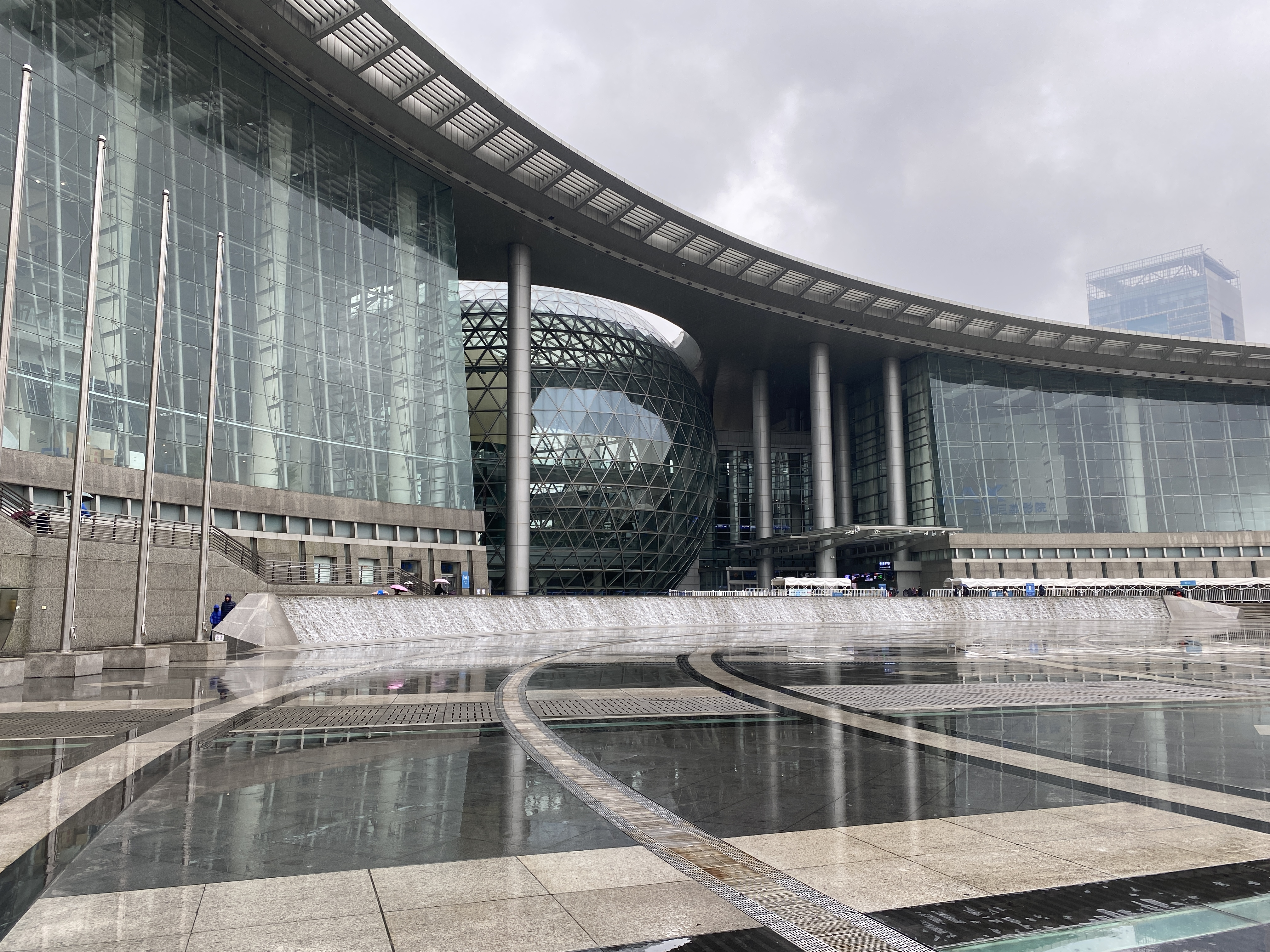
Die Glaskugel

Das asymmetrische Museumsgebäude ist in Form einer Spirale, die sich von einem auf vier Stockwerke anhebt, gestaltet. Die lange Glasfassade wird mittig von einer großen Glaskugel in Form eines Eis getrennt; in dessen Inneren ist eine Kugel, die den Dotter darstellt, angebracht. Die aufsteigende Spirale soll wissenschaftlichen und technischen Fortschritt symbolisieren; das Ei, ein häufiges Symbol in China, bedeutet Leben. Die Haustechnik ist modern und umweltfreundlich. Das Gebäude beherbergt 65.500 m² Ausstellungsfläche.

## Ausstellung

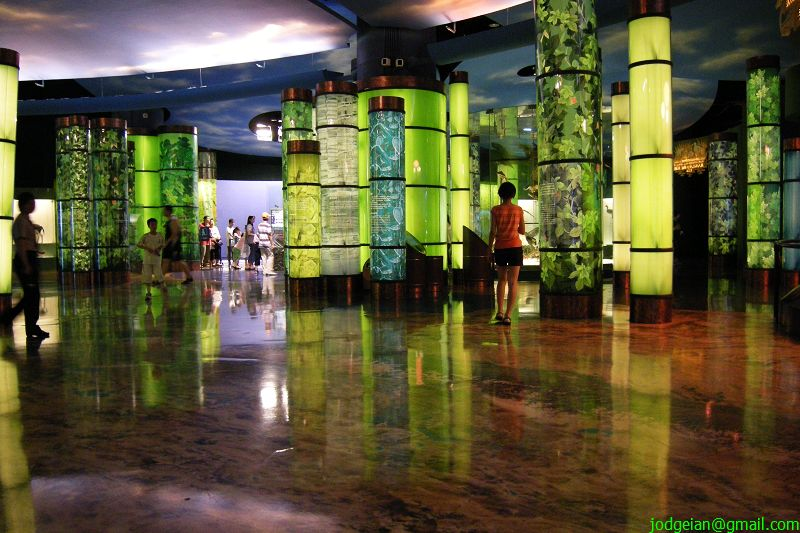
Ausstellung Home on Earth

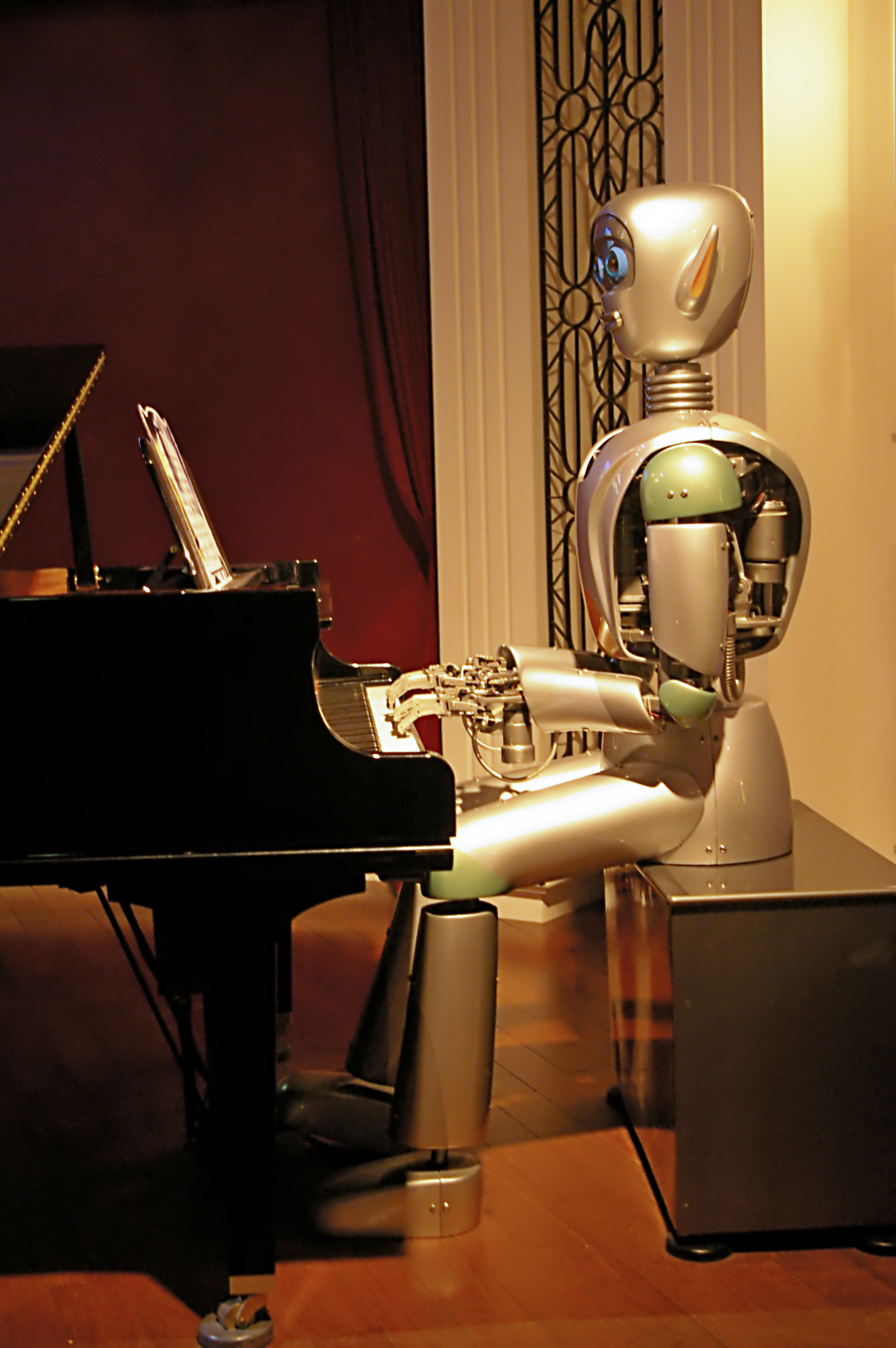
Roboter im Science and Technology Museum

Das Shanghai Science and Technology Museum will das Interesse und die Bildung in Naturwissenschaft und Technik in der Jangtse-Delta-Region fördern. Dabei ist es kindgerecht konzipiert.
Das Museum enthält 11 Dauerausstellungen, die die Besucher in beliebiger Reihenfolge besichtigen können:
- Home on Earth (Heimatplanet)
- Information Era (Informationszeitalter)
- World of Robots (Robotik)
- Lights of Exploration (Geschichte der Wissenschaft)
- Human Beings and Health (Mensch und Gesundheit)
- Space Navigation (Raumfahrt)
- Spectrum of Life (Biologische Vielfalt)
- Animal World (Tierwelt)
- Cradle of Designers (Design und Fertigung)
- Light of Wisdom (Mathematik, Physik, Chemie, Biologie)
- Children’s Playground (Kinder-Fantasieland)
- Earthcrust Exploration (Erdkruste, Evolutionsbiologie)

Dazu gibt es wechselnde Sonderausstellungen.
Das SSTM besitzt vier Kinos, die Filme zu wissenschaftlichen Themen zeigen: IMAX 3D, IMAX Dome, IWERKS 4D und Space Theater.
Zudem veranstaltet das Museum häufige Kurse für Kinder.

## Verwaltung
Das Shanghai Science and Technology Museum ist eine öffentliche Stiftung, die von privaten Unternehmen finanziert wird. Zum SSTM gehören auch das Shanghai Natural History Museum und das Shanghai Planetarium, welches 2021 eröffnet und das weltgrößte Planetarium werden soll.